# Ketzerbachtal
Ketzerbachtal war eine Gemeinde im sächsischen Landkreis Meißen. Sie war Sitz der Verwaltungsgemeinschaft Ketzerbachtal und nach dem sie durchfließenden Ketzerbach benannt. Ketzerbachtal wurde zum 1. Januar 2014 aufgelöst, die früheren Ortsteile kamen zur Stadt Nossen.

## Geographie
Die Ortsteile der ehemaligen Gemeinde Ketzerbachtal gehören zum Naturraum Lommatzscher Pflege. Angrenzende Gemeinden waren Käbschütztal, Leuben-Schleinitz und die Stadt Nossen im Landkreis Meißen sowie Mochau und die Stadt Roßwein im Landkreis Mittelsachsen.
| Mochau  | Leuben-Schleinitz                           | Käbschütztal |
| Mochau  | Kompassrose, die auf Nachbargemeinden zeigt | Käbschütztal |
| Roßwein | Nossen                                      | Nossen       |

Die ehemaligen Ortsteile der Gemeinde Ketzerbachtal mit Postleitzahlen in Klammern.
| - Abend (01623), - Bodenbach (01683), - Gallschütz (01665), - Gruna (01683), - Höfgen (01623), - Karcha (01683), - Klessig (01623), - Kreißa (01623), - Leippen mit Lindigt (01665), | - Lösten (01665), - Mutzschwitz (01623), - Neubodenbach (01683), - Noßlitz (01623), - Oberstößwitz (01623), - Pinnewitz (01623), - Priesen (01623), - Raußlitz (01623), - Rhäsa (01683), | - Rüsseina (01623), - Saultitz (01683), - Schänitz (01665), - Schrebitz (01665), - Stahna (01623), - Starbach (01683), - Wolkau (01683), - Zetta (01665), - Ziegenhain (01623) |

Der durchschnittliche Jahresniederschlag der Jahre 1961 bis 1990 beträgt 661 mm und lag damit außer im Monat August knapp unter dem deutschen Durchschnitt. Der trockenste Monat ist der Februar, die meisten Niederschläge fielen im August.

## Geschichte
Zum 1. Januar 1994 wurde aus den damaligen Gemeinden Raußlitz, Rüsseina und Ziegenhain mit ihren jeweiligen Ortsteilen die Gemeinde Ketzerbachtal neugebildet. Am 1. März 1994 wurde Rhäsa eingemeindet.
Am 14. November 2013 beschloss der Gemeinderat die Aufhebung der Verwaltungsgemeinschaft mit der Gemeinde Leuben-Schleinitz und die Eingemeindung in die Stadt Nossen, die am 1. Januar 2014 erfolgte.

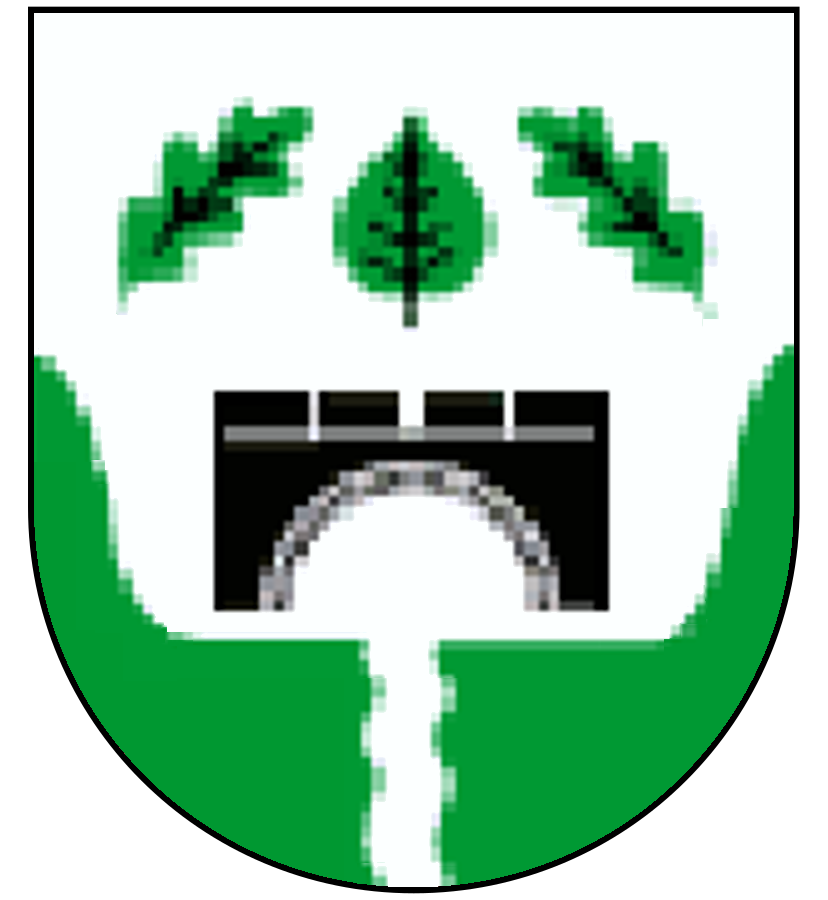
Wappen von Ketzerbachtal

### Eingemeindungen
Am 1. November 1935 wurden Karcha (1925: 120 Einwohner), Kreißa (1925: 109 Einwohner), Oberstößwitz (1925: 164 Einwohner), Pinnewitz (1925: 269 Einwohner), Schrebitz (1925: 85 Einwohner) und Zetta (1925: 131 Einwohner) nach Raußlitz eingemeindet. Zum selben Stichtag erfolgten die Eingemeindungen von Abend (1925: 68 Einwohner), Klessig (1925: 173 Einwohner), Noßlitz (1925: 85 Einwohner), Priesen (1925: 98 Einwohner) und Stahna (1925: 85 Einwohner) nach Rüsseina, diejenigen von Bodenbach (1925: 145 Einwohner) und in Teilen von Gruna (1925: 192 Einwohner) nach Rhäsa, diejenige von Leippen (1925: 266 Einwohner) nach Ziegenhain sowie diejenige von Mutzschwitz (1925: 141 Einwohner) nach Höfgen. Im Zuge der ebenfalls am 1. November 1935 erfolgten Eingemeindung von Wolkau (1925: 228 Einwohner) nach Saultitz erfolgte die Umbenennung in Wolkau. Fortan existierten sechs Gemeinden: Raußlitz (1939: 1.121 Einwohner), Rüsseina (1939: 698 Einwohner), Rhäsa (17. Mai 1939: 779 Einwohner), Ziegenhain (1939: 498 Einwohner), Wolkau (1939: 333 Einwohner) und Höfgen (1939: 244 Einwohner). Am 1. Dezember 1939 wurden Teile von Rhäsa nach Nossen ausgemeindet.
Am 1. Januar 1973 wurde Wolkau nach Rhäsa und am 1. August desselben Jahre Höfgen nach Ziegenhain eingemeindet.

### Einwohnerentwicklung
Entwicklung der Einwohnerzahl (31. Dezember):
| Jahr | Einwohner |
| ---- | --------- |
| 1994 | 3148      |
| 1996 | 3128      |
| 1998 | 3098      |
| 2000 | 3033      |
| 2002 | 2985      |

| Jahr | Einwohner |
| ---- | --------- |
| 2004 | 2920      |
| 2006 | 2862      |
| 2008 | 2776      |
| 2010 | 2686      |
| 2012 | 2578      |
| 2013 | 2583      |